# Gallatin County, Illinois
Gallatin County är ett administrativt område i delstaten Illinois i USA. År 2010 hade countyt 5 589 invånare. Den administrativa huvudorten (county seat) är Shawneetown. 

## Politik
Gallatin County har historiskt sett tenderat att rösta på demokraterna i politiska val, men under 2000-talet allt oftare röstat på republikanerna.
Demokraternas kandidat har vunnit countyt i samtliga presidentval sedan 1892 utom vid sju tillfällen: 1920, 1952, 1972, 1980, 2004, 2012 och 2016. I valet 2016 vann republikanernas kandidat med 71,7 procent av rösterna mot 24,3 för demokraternas kandidat, vilket är den genom tiderna största segern i countyt för en kandidat.

## Geografi
Enligt United States Census Bureau har countyt en total area på 851 km². 839 km² av den arean är land och 12 km² är vatten.

### Angränsande countyn
- White County - nord
- Posey County, Indiana - nordost
- Union County, Kentucky - öst
- Hardin County - syd
- Saline County - väst
- Hamilton County - nordväst